# Mordehai Milgrom
Pour les articles homonymes, voir Milgrom.
Mordehai Milgrom, né en 1946 à Iași, est un physicien et professeur israélien au département de physique de la matière condensée de l'Institut Weizmann à Rehovot. Il est célèbre pour avoir proposé la théorie MOND qui est une alternative à la matière noire et au problème des courbes de rotation des galaxies, en 1983. Milgrom suggère que la seconde loi de Newton doit être modifiée pour de très petites accélérations.
Milgrom est marié et il a trois filles.